# Ich setz auf Dich
Ich setz auf Dich war eine Unterhaltungsshow bei RTL, die 2022 ausgestrahlt wurde. Moderiert wurde die Sendung von Guido Cantz.

## Konzept

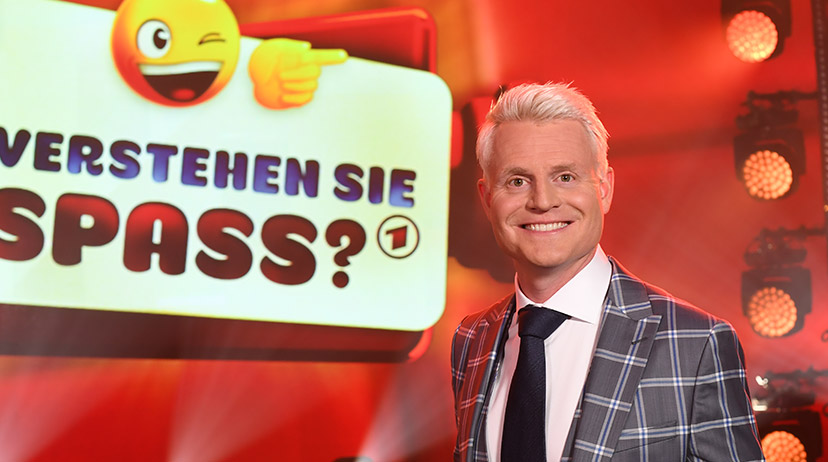
Moderator Guido Cantz

In der Sendung traten jeweils sieben Kandidaten auf und präsentierten jeweils eine Wette. Dazu waren jeweils drei prominente Gäste eingeladen, die auf jede Wette einen Geldbetrag in der Höhe zwischen 1 und 5.000 Euro setzen mussten und vermuteten, ob der Kandidat die Wette gewinnt oder verliert. Je nachdem bekam er Geld oder es wurde ihm von seinem Guthaben abgezogen. Am Ende einer Folge entschied das Publikum über die sogenannte „Beste Wette“ des Abends. Hierbei mussten die prominenten Gäste vermuten, welche Wette vom Publikum auf Platz 1 gewählt wurde. Wenn einer der drei Promis mit seinem Tipp richtig lag, wurde seine erspielte Summe für einen guten Zweck gespendet. Ebenfalls bekam der Kandidat der „Besten Wette“ den gleichen Betrag wie der prominente Gewinner.

## Produktion
Die Sendung wurde von Constantin Entertainment GmbH für RTL produziert. Aufgezeichnet wurde die Sendung in den MMC Studios Köln. Die Sendung wurde im Gegensatz zu anderen Live-Wetten-Shows (Wetten, dass..?) nicht live ausgestrahlt, sondern vorher aufgezeichnet.

## Rezeption
Aufgrund der niedrigen Einschaltquoten der ersten Folge (rund 900.000 Zuschauer ab 3 Jahre und 7,6 Prozent Marktanteil in der Zielgruppe von 14 bis 49 Jahren) wurde die zweite Folge, deren Ausstrahlung für den 23. Juli 2022 vorgesehen war, nicht zum ursprünglich angedachten Termin ausgestrahlt. Die Ausstrahlung erfolgte stattdessen am 23. Dezember 2022 im Nachtprogramm.

## Episoden
| Folge | Datum             | prominente Gäste (Ratepanel) | prominente Gäste (Ratepanel) | prominente Gäste (Ratepanel) |
| ----- | ----------------- | ---------------------------- | ---------------------------- | ---------------------------- |
| 1     | 2. Juli 2022      | Sonja Zietlow                | Motsi Mabuse                 | Mario Barth                  |
| 2     | 23. Dezember 2022 | Steffen Henssler             | Sarah Engels                 | Chris Tall                   |

1 Der Gewinner innerhalb der drei Prominenten ist fett geschrieben

### Folge 1
| Wettkandidaten                                                                  | Gewinnsumme                            | Wettpate/Wettpatin | Bemerkungen |
| ------------------------------------------------------------------------------- | -------------------------------------- | ------------------ | --- |
| 1. Wette – „Der Bettchelor“ (Heiko Huegel)                                      | 5.000 Euro                             | /                  | Weil kein prominenter Gast auf Huegel gesetzt hatte, wären für ihn nur noch 10.000 Euro möglich gewesen. Da das Studiopublikum ihn nur auf Platz 3 wählte, bekam er diese Summe nicht. |
| 2. Wette – „Christopher Zieh Day“ (Tobias Anthöfer)                             | 5.000 Euro + 43.000 Euro = 48.000 Euro | Motsi Mabuse       | Mabuse hatte im Vorfeld 43.000 Euro erspielt. Da sie als letztes auf die Wette setzte, die vom Studiopublikum zum Sieger des Abends gewählt wurde, erhielten sowohl Anthöfer als auch Mabuse diese Gewinnsumme. Mabuse spendete das Geld an den Helen May E.L.C. Kindergarten in Südafrika. |
| 3. Wette – „Wer nicht hören will, muss füßeln“ (Moritz und Katharina Hellbusch) | 5.000 Euro                             | Mario Barth        | Barth hatte im Vorfeld 43.500 Euro erspielt. Da er als zweites auf die Wette setzte, die vom Studiopublikum nur auf Platz 2 gewählt wurde, erhielten sowohl die Hellbuschs als auch Barth diese Summe nicht.                                                                                |
| 4. Wette – „Pizza Baggerita“ (Giovanni Giacalone)                               | 5.000 Euro                             | /                  | / |
| 5. Wette – „Salto Dartale“ (Kasimir Bülow)                                      | 0 Euro                                 | /                  | / |
| 6. Wette – „Ring of Eier“ (Amando Nock)                                         | 5.000 Euro                             | /                  | / |
| 7. Wette – „Love is in the ear“ (Leonie Langenmayr und Vanessa Sesselmann)      | 5.000 Euro                             | Sonja Zietlow      | Zietlow hatte im Vorfeld 44.882 Euro erspielt. Da sie als erstes auf eine Wette setzte, die vom Studiopublikum nicht die meisten Stimmen bekam, erhielten sowohl Langenmayr und Sesselmann als auch Zietlow diese Summe nicht.                                                              |

### Folge 2
| Wettkandidaten                                                    | Gewinnsumme                            | Wettpate/Wettpatin | Bemerkungen |
| ----------------------------------------------------------------- | -------------------------------------- | ------------------ | --- |
| 1. Wette – „Blind Ohrdition“ (Xi Dünnhof)                         | 5.000 Euro                             | Chris Tall         | Tall hatte im Vorfeld 25.988 Euro erspielt. Da er als drittes auf eine Wette setzte, die vom Studiopublikum nicht die meisten Stimmen bekam, erhielten sowohl Dünnhof als auch Tall diese Summe nicht.                                                                                   |
| 2. Wette – „Ton Brady“ (Rohat Dagdelen)                           | 0 Euro                                 | /                  | Weil kein prominenter Gast auf Dagdelen gesetzt hatte, wären für ihn nur noch 10.000 Euro möglich gewesen. Da das Studiopublikum ihn nur auf Platz 3 wählte, bekam er diese Summe nicht.                                                                                                 |
| 3. Wette – „Das Runde muss ins Snackige“ (Melanie Holl)           | 0 Euro                                 | /                  | / |
| 4. Wette – „Hör mal, wer da schlabbert“ (Kara Erz)                | 0 Euro                                 | /                  | / |
| 5. Wette – „Für euch leg ich mein Heck ins Feuer“ (Corinna Gräff) | 5.000 Euro                             | Sarah Engels       | Engels hatte im Vorfeld 27.999 Euro erspielt. Da sie als erstes auf eine Wette setzte, die vom Studiopublikum nicht die meisten Stimmen bekam, erhielten sowohl Gräff als auch Engels diese Summe nicht.                                                                                 |
| 6. Wette – „Aktenzeichen ISBN – ungelöst“ (Jürgen Petersen)       | 5.000 Euro + 27.501 Euro = 32.501 Euro | Steffen Henssler   | Henssler hatte im Vorfeld 27.501 Euro erspielt. Da er als zweites auf die Wette setzte, die vom Studiopublikum zum Sieger des Abends gewählt wurde, erhielten sowohl Petersen als auch Henssler diese Gewinnsumme. Henssler spendete das Geld an LECKER HOCH DREI – DINNERS FÖR KINNERS. |
| 7. Wette – „Rumgeeiere“ (Fahrschule 53)                           | 5.000 Euro                             | /                  | / |

## Einschaltquoten
| Folge | Datum             | Zuschauer | Zuschauer       | Marktanteil (%) | Marktanteil (%) | Quelle |
| Folge | Datum             | Gesamt    | 14 bis 49 Jahre | Gesamt          | 14 bis 49 Jahre | Quelle |
| ----- | ----------------- | --------- | --------------- | --------------- | --------------- | ------ |
| 1     | 2. Juli 2022      | 0,91 Mio. | 0,28 Mio.       | 5,0 %           | 7,6 %           | [ 4 ]  |
| 2     | 23. Dezember 2022 | –         | –               | –               | 7,1 %           | [ 5 ]  |